# CA-663
La CA-663 es una carretera autonómica de Cantabria perteneciente a la Red Local y que sirve de acceso a la población de Villar, en el término municipal de Soba (Cantabria, España).

## Nomenclatura

Indicador

Su nombre está formado por las iniciales CA, que indica que es una carretera autonómica de Cantabria, y el dígito 663 es el número que recibe según el orden de nomenclaturas de las carreteras de la comunidad autónoma. La centena 6 indica que se encuentra situada en el sector comprendido entre las carreteras nacionales N-634 al norte, N-623 al oeste y N-629 al este, y el límite con la provincia de Burgos al sur.

## Historia
Su denominación anterior era SV-5347.
En el año 2005 fueron adjudicadas las obras de mejora de carretera, ampliando su anchura desde los 4  hasta los 5,50 m y mejorando el trazado de varias curvas. La obra fue inaugurada en 2006 por el presidente de Cantabria Miguel Ángel Revilla y el Consejero de Obras Públicas y Vivienda del Gobierno de Cantabria José María Mazón.

## Trazado
Tiene su origen en la intersección con la CA-256 situada a un kilómetro de Veguilla dirección este y su a la entrada del núcleo Villar, localidad situada en el término municipal de Soba, municipio por el que discurre la totalidad de su recorrido de 2,6 kilómetros. El final se ubica en una intersección con el camino de acceso a la iglesia de Santa Cruz y el camino municipal que comunica con los barrios Espinilla, Bárcena y Otero.
La carretera discurre por la margen izquierda del río Gándara desciendo entre la carretera CA-2556 y el propio río en dirección sur hasta cruzar sobre éste para pasar a la margen derecha por la sigue girando ligeramente hacia el oeste. Seguidamente cruza sobre el regato Selat donde abandona la ribera del río adentrándose en la vaguada del arroyo de los Bernachos por la que remonta el cauce de éste dirección oeste y por su margen derecha. Para ganar cota, se separa de la ribera y por medio de varias curvas en herradura asciende por la divisoria entre el arroyo de los Bernachos y el de Fuente la Lisa aunque sin cruzarlos en ningún momento. Así, la carretera bordea la loma en la que se sitúa la iglesia de Santa Cruz por el norte y a una cota más baja para seguir ascendiendo hasta llegar al núcleo de Villar en donde finaliza.
Su inicio se sitúa a una altitud de 252 m s. n. m. descendiendo a continuación hasta el puente de las Soladas sobre el río Gándara que se sitúa a la cota 216 m s. n. m. con lo que resulta una pendiente media del 7,3%. A partir de este puente, que es el punto más bajo de la carretera, se inicia el ascenso hacia Villar, inicialmente más suave hasta cruzar sobre el regato Selat a la cota 223, con una pendiente media del 3,2%; para finalmente ascender hasta el fin de la vía que está situada a 355 m s. n. m., con una pendiente media del 6,6%.
La carretera tiene dos carriles, uno para cada sentido de circulación, y una anchura total de 5,5 metros sin arcenes. Para mantener el ancho de 5,5 metros en el puente de las Soladas, durante las obras ejecutadas en el año 2006, se procedió a realizar la ampliación mediante la colocación de unas prelosas con lo que se consigue un ancho total de 7  m que permite la colocación de protecciones El puente sobre el regato Setal supone un estrechamiento de la calzada reduciéndose a 5 metros.

## Actuaciones
El IV Plan de Carreteras no contempla actuaciones en esta carretera ya que se han realizado con anterioridad.

## Transportes
La siguiente línea de transporte público circula a lo largo de la carretera CA-663:
- Turytrans: Ramales - La Gándara - Ramales.

## Recorrido y puntos de interés
En este apartado se aporta la información sobre cada una de las intersecciones de la CA-663 así como otras informaciones de interés.
| Esquema                | PK  | Sentido Villar (creciente)                          | Sentido Villar (creciente) | Sentido Villar (creciente)             | Sentido Villar (creciente)                           | Sentido CA-256 (decreciente) | Sentido CA-256 (decreciente) | Sentido CA-256 (decreciente) | Sentido CA-256 (decreciente) | Incidencias |
| Esquema                | PK  | Velocidad                                           | Elemento                   | Salida                                 | Salida                                               | Salida                       | Salida                       | Elemento                     | Velocidad                    | Incidencias |
| Esquema                | PK  | Velocidad                                           | Elemento                   | Dir.                                   | Nombre                                               | Nombre                       | Dir.                         | Elemento                     | Velocidad                    | Incidencias |
| ---------------------- | --- | --------------------------------------------------- | -------------------------- | -------------------------------------- | ---------------------------------------------------- | ---------------------------- | ---------------------------- | ---------------------------- | ---------------------------- | ----------- |
|                        | 0,0 |                                                     |                            |                                        | CA-663 VILLAR SAN BARTOLOMÉ SANGAS SANTAYANA REHOYOS | CA-256 VEGUILLA              |                              |                              |                              |             |
| CA-256 REGULES RAMALES | 0,0 |                                                     |                            |                                        | CA-663 VILLAR SAN BARTOLOMÉ SANGAS SANTAYANA REHOYOS |                              |                              |                              |                              |             |
|                        | 0,5 |                                                     | Río Gándara                | Río Gándara                            | Río Gándara                                          | Río Gándara                  |                              |                              |                              |             |
|                        | 0,7 |                                                     | Regato Setal               | Regato Setal                           | Regato Setal                                         | Regato Setal                 |                              |                              |                              |             |
|                        | 0,8 |                                                     |                            | SAN BARTOLOMÉ SANGAS SANTAYANA REHOYOS | SAN BARTOLOMÉ SANGAS SANTAYANA REHOYOS               |                              |                              |                              |                              |             |
|                        | 2,5 |                                                     |                            | Villar                                 | Villar                                               | Villar                       | Villar                       |                              |                              |             |
|                        | 2,6 |                                                     | Iglesia de Santa Cruz      | Iglesia de Santa Cruz                  | Iglesia de Santa Cruz                                | Iglesia de Santa Cruz        |                              |                              |                              |             |
|                        | 2,6 | Final de la carretera en el núcleo urbano de Villar |                            |                                        |                                                      |                              |                              |                              |                              |             |